# Lilie (Kytice)
Lilie je 11. báseň ze sbírky Kytice od Karla Jaromíra Erbena.
Publikována byla až roku 1861 ve druhém souborném vydání Kytice (První vydání 1853). Jelikož je poslední vytvořenou básní sbírky o lichém počtu útvarů, nemá k sobě druhou báseň popisující podobnou problematiku, jak je tomu u všech 12 ostatních, zrcadlově uspořádaných básní.

## Obsah
Mrtvá panna si přála být pohřbena v lese, místo na hřbitově plném nářků, aby jí zpívali ptáci. Na jejím hrobě vyrostl květ bílé lilie.
Jednoho dne se místní pán vydal na lov, zahlédl bílou laň a chtěl ji zastřelit. Všiml si však lilie, která ho zaujala natolik, že poručil svému sluhovi, aby ji vykopal a střežil na jeho zahradě.
Třetí den se květ lilie proměnil v krásnou dívku. Ta varovala pána, že ji může zabít sluneční svit. Pán jí nabídl úkryt výměnou za sňatek.
Po čase se jim narodilo dítě, ale pán byl povolán do služby královským poslem. Svěřil svou ženu a dítě do péče své matky.
Ta však dívce nepřála a nechala slunce, aby ji i dítě usmrtilo. Po návratu domů našel pán svou ženu i dítě mrtvé a v hněvu matku proklel.
Svoji ženu a dítě pohřbil zpět v lese a jejich památku spojil s květem lilie.

## Úryvek
„Životem vratkým smutná živořím,
co v poli rosa, co na řece dým:
jasně slunečný svitne paprsek —
rosa i pára, i můj zhyne věk!“
„Nezhyne věk tvůj, tuť důvěru mám;
před sluncem jistou ochranu ti dám:
zdi pevné budou tvojí záštitou,
ač, duše milá, budeš chotí mou.“